# NGC 7570
NGC 7570 (również PGC 70912 lub UGC 12473) – galaktyka spiralna z poprzeczką (SBa), znajdująca się w gwiazdozbiorze Pegaza. Odkrył ją William Herschel 17 listopada 1784 roku.